# Al-Bulajsa
Al-Bulajsa (arab. البليصة) – miejscowość w Syrii, w muhafazie Idlib. W 2004 roku liczyła 1218 mieszkańców.